# Arabis setosifolia
Arabis setosifolia är en korsblommig växtart som beskrevs av Al-shehbaz. Arabis setosifolia ingår i släktet travar, och familjen korsblommiga växter. Inga underarter finns listade i Catalogue of Life.